# Estádio José Alvalade (1956)
L'Estádio José Alvalade était un stade, situé à Lisbonne. Le stade a été en mesure de tenir 75 200 spectateurs et a été inauguré en 1956.

## Histoire
Il a été utilisé principalement pour les matchs de football et a accueilli les matchs à domicile du Sporting Clube de Portugal.
Il a été fermé en 2003, lorsque le nouveau Estádio José Alvalade XXI a été inauguré.

## Concerts
Le stade a accueilli des concerts de nombreux artistes célèbres, dont David Bowie, Phil Collins, The Cult, Depeche Mode, Guns N'Roses, Michael Jackson, Metallica, Pink Floyd, Suicidal Tendencies, Tina Turner et U2, entre autres.